# Arnaud Larue
Arnaud Larue est un footballeur français, né le 30 décembre 1965 à Trouville-sur-Mer, évoluant au poste de défenseur.

## Biographie
Formé au FC Rouen, Arnaud Larue joue ses premiers matchs professionnels lors de la saison 1984-1985. Souvent remplaçant pendant cinq ans, il va connaître deux descentes puis une promotion avec le FCR avant de signer au SAS Épinal. Titulaire pendant trois années, il quitte le club au moment de sa relégation en National 1, à l'issue de l'exercice 1992-1993. 
Larue fait ensuite une saison au CS Sedan, qui sera son dernier passage dans le monde professionnel. Après une année au Paris FC 2000, il retourne à Rouen, dans les divisions amateurs, où il dispute trois saisons. Il prend ensuite une licence au FUSC Bois-Guillaume avant de rejoindre l'US Quevilly où il commence sa reconversion de responsable commercial. 
Par la suite, il devient éducateur et directeur général de l'US Quevilly,. 